# 사이교

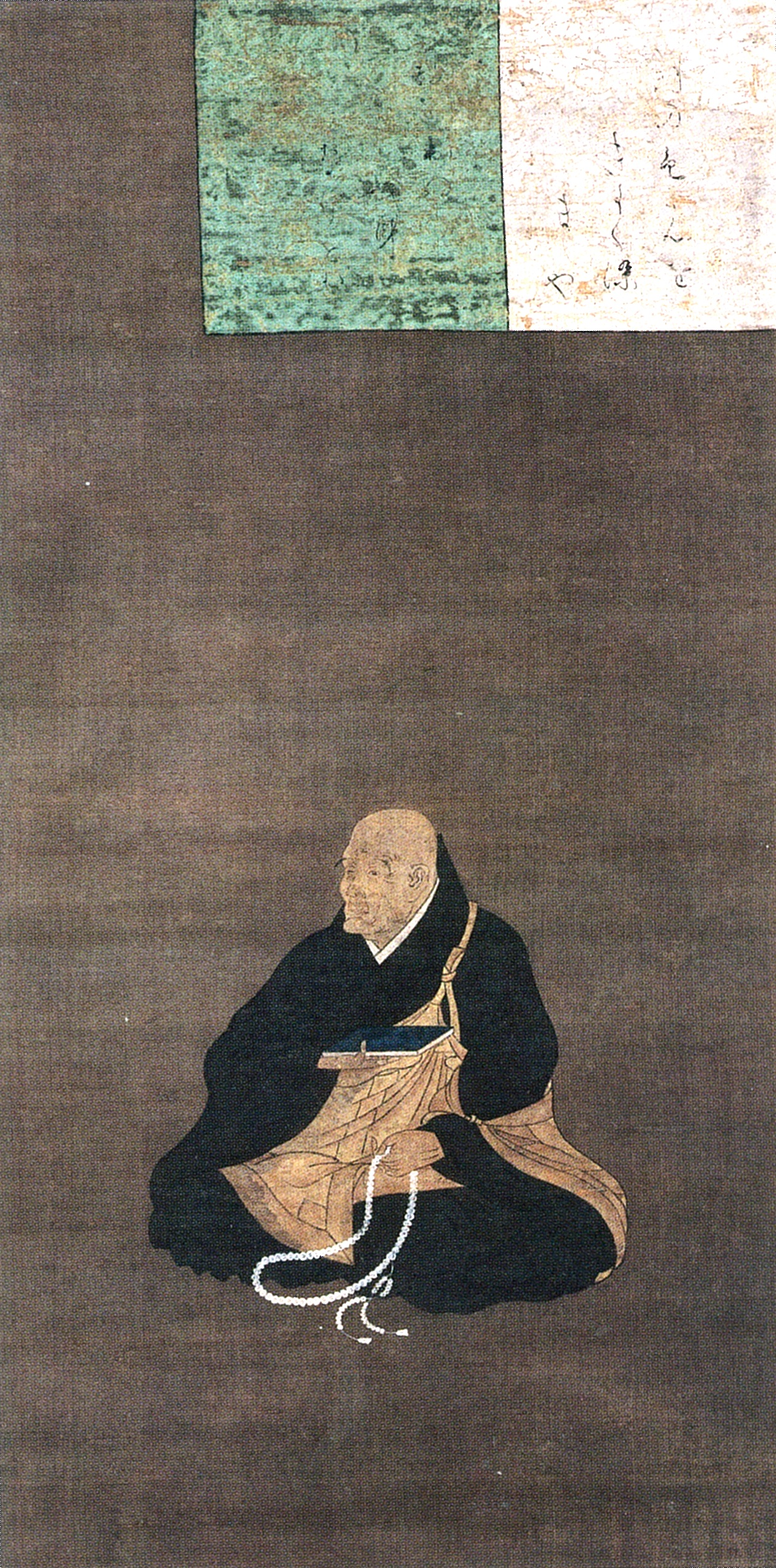
사이교

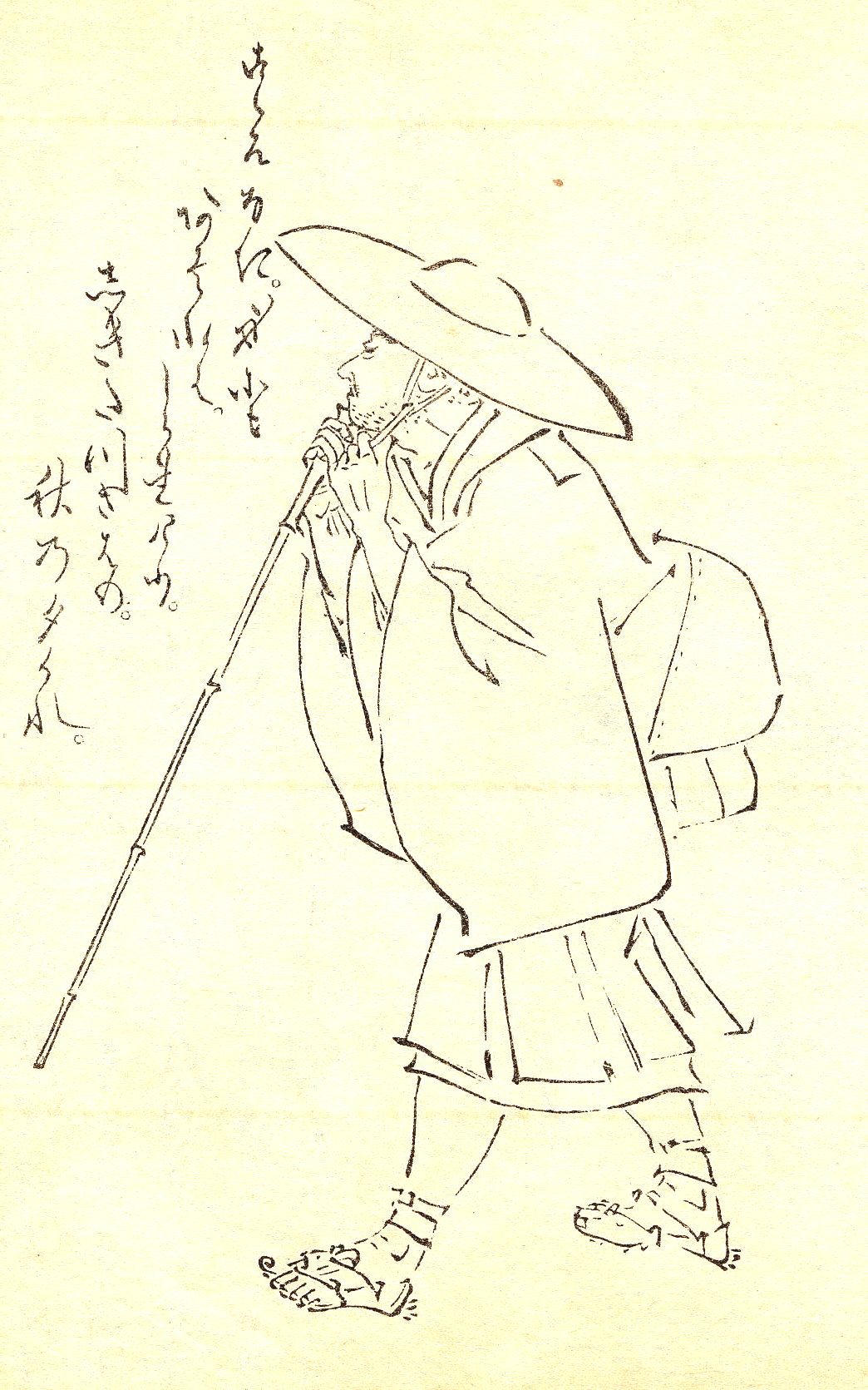
사이교 법사(기쿠치 요사이 그림／에도시대)

사이교(일본어: 西行, 겐에이 원년(1118년) ~ 분지 6년 음력 2월 16일(1190년 3월 31일))는 헤이안 시대의 승려, 와카 작가(歌人)이다. 속명은 사토 노리키요(佐藤義淸).

## 생애
사이교의 아버지는 북면무사였던 사에몬노조(左衛門尉)·사토 야스키요(佐藤康淸), 어머니는 겐모쓰(監物)·미나모토노 기요쓰네(源淸經)의 딸이다. 후지와라노 요리나가(藤原賴長)의 일기인 《다이키》(台記)에는 "선조 대대로 용사(勇士)"라고 적고 있다. 사토 씨는 후지와라노 히데사토(藤原秀郷)에게서 비롯된 무가로, 노리키요의 고조부인 기미키요(公淸)의 대부터 처음 사토 씨를 칭하기 시작했고, 이후 대대로 위부에 근무하였으며, 기이국(紀伊国) 다나카 장원(田仲荘)의 예소(預所, 관리인)에 보임되기도 하는 등 유복한 집안이었다. 노리키요 본인은 후지와라노 히데사토의 9세 손에 해당한다.
《다이키》에서는 속세의 몸임에도 불교에 뜻을 두고 있었다고 적고 있다. 또한 도쿠다이지 씨(徳大寺氏)는 16세 때부터 주군으로써 섬기고 있었고, 그런 인연으로 도쿠다이지 사네요시(徳大寺実能)나 기미요시(公能)와도 친교가 있었다. 호엔(保延) 원년(1135년)에 18세의 나이로 사효에노이(左兵衛尉, 사효에후左兵衛府의 제3등관)에 임명되었고, 호엔 3년(1137년)에는 도바 법황의 북면무사로써 섬겼다는 기록이 있다.
와카(和歌)와 고시쓰(故実)에 능통하였던 인물로 스토쿠 천황의 와카 상대를 맡기도 했던 그였으나, 호엔 6년(1140년) 23세로 출가해 엔기(円位)라 이름하였다가 뒤에 사이교(西行)로도 칭하였다. 승려로써 은둔하게 된 뒤 사이교는 구라마 산 등, 히가시야마와 사가 근교에 초막을 짓고 살며 전에 일한 적 있는 다이켄몬인의 뇨보들과도 교류하였고, 요시노와 구마노, 무쓰, 사누키 등 일본 곳곳을 돌며 불도를 수행하거나 우타마쿠라(歌枕)를 찾기도 하고, 때로 와카를 지었다.
사이교의 곳곳에서의 행적은 저마다 달랐다. 요시노에서 꽃구경을 하기도 했지만 오미네(大峰)에서는 엄격한 수행을 계속했고 고야 산에서는 도바 법황과 가스가노 쓰보네(春日局) 사이에서 태어난 잇쓰지(五辻院)의 의뢰로 렌겐쇼인(蓮華乘院)의 조영에 힘을 쏟기도 했다. 후지와라노 요리나가의 일기에는 그가 요리나가의 집을 방문해 일품경(一品經)의 사경을 권한 일도 기록되어 있다.
덴요(天養) 원년(1144년) 무렵 오우(奥羽)지방을 돌던 그는 규안(久安) 4년(1149년) 전후 고야 산(高野山)에 들어갔다. 닌난(仁安) 3년(1168년) 시코쿠(四国) 중부를 여행하며, 사누키국(讃岐国)의 선통사(善通寺)를 방문하기도 하고, 옛 주군인 스토쿠 상황의 능을 찾아 그 영혼을 위로했다고 전한다. 이 때의 일을 훗날 에도 시대의 우에다 아키나리(上田秋成)가 《우게쓰 이야기》(雨月物語) 속의 한 편 「시라미네」(白峰)라는 제목의 소설로 다루기도 하였다. 한편 이 여행은 구카이 대사의 유적을 순례하는 것도 겸하고 있었다. 그리고 다른 지역으로 여행할 기회가 적은 귀족들에게 자신이 돌아보고 온 각 지방의 모습을 전해 주었다.
뒤에 다시 고야 산으로 들어갔지만, 지쇼(治承) 원년(1177년)에 이세 국(伊勢国) 이견포(二見浦)로 옮겨 살았다. 분지(文治) 2년(1186년)에 초겐(重源)의 의뢰로 도다이지(東大寺) 재건을 위한 희사를 구하고자 오슈 후지와라 씨(奥州藤原氏)의 땅인 무쓰 지방으로 향했고, 그 도중에 들른 가마쿠라(鎌倉)에서 미나모토노 요리토모(源頼朝)를 만났던 것이 아즈마카가미(吾妻鏡)에 실려 있다.
이세 국에 몇 년간 거주하며 사이교는 왕성한 창작 활동을 벌였고, 그의 와카는 후지와라노 도시나리(藤原俊成)나 지엔, 후지와라노 사다이에(藤原定家) 사이교는 가와치 국(河内国)의 고텐지(弘川寺)로 옮겨 암자를 짓고 거주하다 겐큐(建久) 원년(1190년) 2월 16일 그곳에서 입적하였다. 향년 73세. 그의 죽음은 생전 그가 읊었던 「할 수 있다면 봄 벚꽃 아래에서 죽고 싶구나 저 석가가 입멸한 2월 보름 무렵에」(願はくは花の下にて春死なん　そのきさらぎの望月のころ) 그대로 되었고, 그 생애는 후지와라노 사다이에나 지엔 등의 감동과 공감을 얻어 칭송받았다고 한다.
그 무렵에는 이미 세상은 전국 시대로 기울고 있었다.

## 평가
탄식하는 달이 궁금해서인지 얼굴에는 눈물이 흐르네.
なげけとて 月やは物を 思はする かこち顔なる わが涙かな
사이교는 그 자신이 몸소 가려 뽑은 《미소스소가와우타아와세》(御裳濯歌合), 《미야카와우타아와세》(宮河歌合) 등의 가집을 남겼고, 후세 사람들이 사이교의 노래를 모아 편집한 《산카슈》(山家集) 등이 전한다. 주로 이세로 이주할 때까지 와카를 수록하고 있는데 불교적 사상을 기초로 자연을 노래하고 인간미 넘치는 노래가 많아 당시부터 많은 사람들에게 애독되었다. 특히 벚꽃과 달을 노래한 와카가 많고 사랑을 읊은 노래의 경우 통절한 애조를 띤 노래가 대다수이며 조카(雜歌)로는 자기 체험의 노래가 많다.
고토바 상황이 편집한 《신고킨와카슈》(新古今和歌集)에 실린 사이교의 와카는 모두 94수로 가장 많은 분량을 차지하고 있다. 자연을 사랑하고 벚꽃과 달와 연인을 노래하며 슬픔을 연주하는 가인 사이교의 모습은 사람들에게 큰 영향을 주었는데, 특히 은둔자로써의 삶의 태도는 많은 사람들에게 감동을 주었다. 선조 대대로 내려온 무사의 신분을 버리고 출가했음에도 무사의 마음이나 도를 잃지 않고 살아간 사이교의 일생은 오히려 무사의 정신에 구속되어 살았다고도 할 수 있다. 《고킨초분슈》에는 사이교가 있던 도쿠다이지를 방문했다 실망한 사람들의 이야기가 실려 있는데 그들은 사이교에 대해 "세속에서 벗어나 몸은 떠났지만 마음은 예전 그대로 굳세고 강건하다"고 평하고 있다.
사이교 사망 뒤 그의 생애를 그린 《사이교 이야기》나 에마키가 만들어지는가 하면, 사이교의 모습을 묘사한 설화집 《센주쇼》(撰集抄)가 제작되기도 했다. 일본에서 각 시대마다 사이교의 이야기는 재해석되고 재창조되었다. 간토 지방을 여행하는 은둔자로써의 사이교의 모습은 가마쿠라 시대의 요시다 겐코에게, 여행하며 시가를 읊은 방랑 시인으로써의 행동은 무로마치 시대의 소기(宗祇) 같은 렌카 작가 및 에도 시대의 마쓰오 바쇼 등 하이쿠 작가들에게 영향을 주었다.

## 참고 문헌
- 고미 후미히코 등 《일본인 이야기》(한은미 역) 도서출판 이손, 2003년
- 민병훈 《한 권으로 읽는 일본문학사》 한국학술정보, 2013년